# Rancho Mission Viejo
Rancho Mission Viejo est une census-designated place du comté d'Orange, dans l'État de Californie, aux États-Unis. En 2020, elle compte une population de 18 378 habitants.